# East Stoke, Nottinghamshire
East Stoke är en ort och en  parish i Storbritannien.   Den ligger i grevskapet Nottinghamshire och riksdelen England, i den sydöstra delen av landet, 180 km norr om huvudstaden London.